# Csíkosnyakú mongúz
A csíkosnyakú mongúz (Urva vitticolla, korábban Herpestes vitticollis) az emlősök (Mammalia) osztályának, a ragadozók (Carnivora) rendjének, a macskaalkatúak (Feliformia) alrendjének és a mongúzfélék (Herpestidae) családjának Urva nemébe tartozó faja.
Korábban a többi Urva-fajjal együtt a Herpestes nembe sorolták, azonban a DNS-vizsgálatokból kiderült, hogy ezen fajok önálló nemet és az Atilax, illetve Xenogale taxonokkal közös kládot alkotnak.

## Megjelenése
A csíkosnyakú mongúz viszonylag nagy méretű mongúzfaj, jellegzetes, hosszú fedőszőrzettel és feltűnő fekete nyakcsíkkal a teste mindkét oldalán. A teljesen kifejlett állatok elérik az 50 centiméteres testhosszt és a körülbelül 30 centiméteres farokhosszt. Az indiai szárazföldről származó példányok átlagosan valamivel nagyobbak, mint a Srí Lankán élők: a kontinensen a hímek súlya eléri a 3,4 kilogrammot, a nőstényeké a 2,7 kilogrammot. A fején lévő szőrzet színe vasszürkétől vörösesbarnáig terjed, elülső része vörösessárga, barna foltos, a hátsó része inkább narancsvörös. A test alsó oldala általában sárgás, a lábfejek vörösesbarnák, a farok hegye pedig fekete. Az U. v. inornata alfaj szőrzetéből hiányzik a vörös árnyalat. 40 foga van.

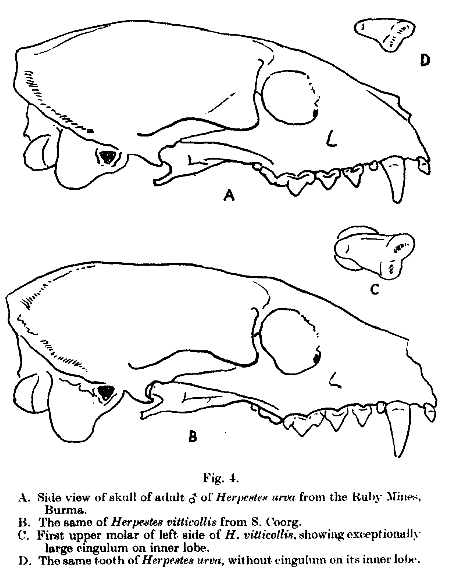
Rákevő mongúz (fent) és csíkosnyakú mongúz (lent) koponyája és foga
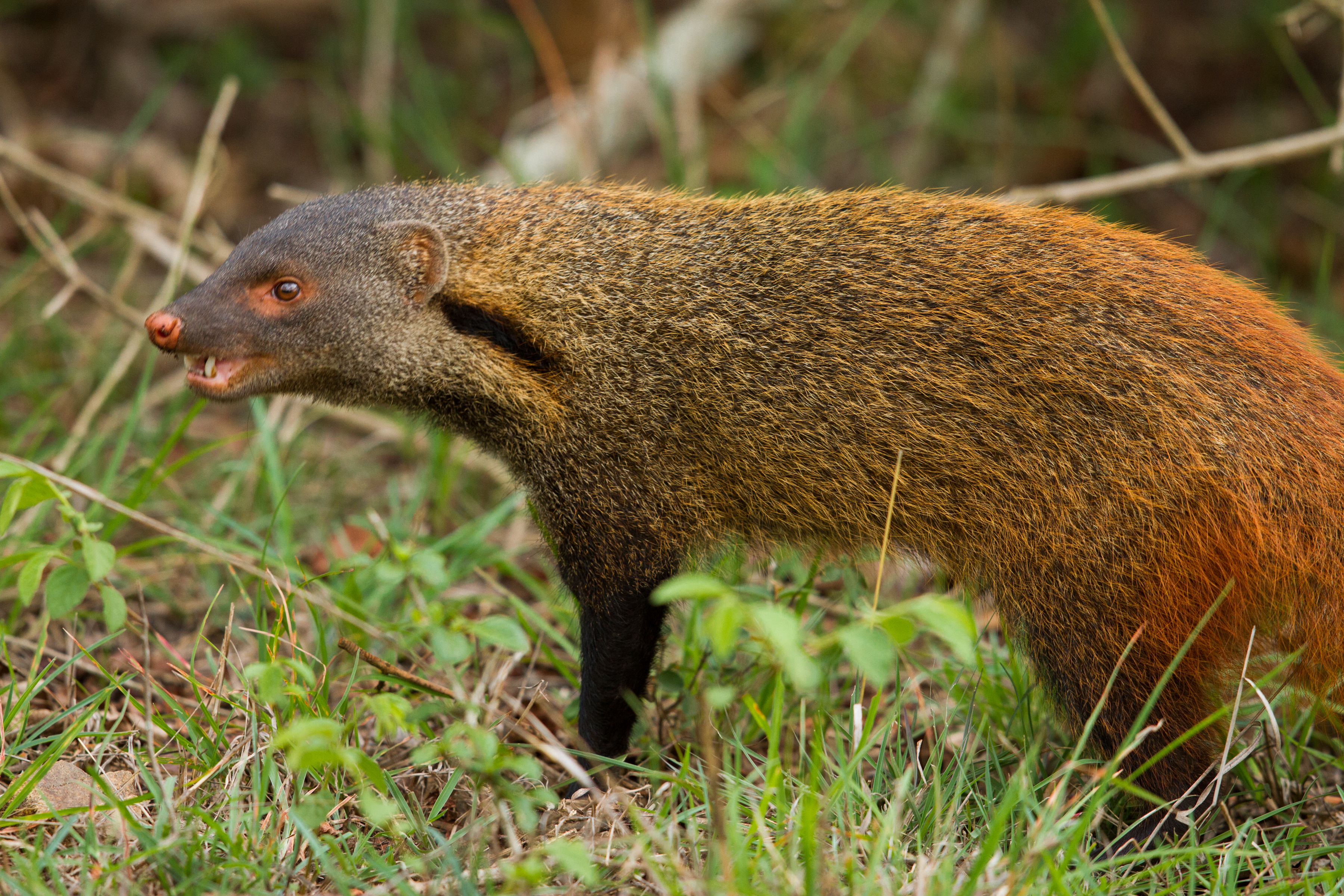
A faj a feltűnő nyaki csíkjáról kapta nevét

## Elterjedése, élőhelye
A csíkosnyakú mongúz meglehetősen kis elterjedési területén Délnyugat-India és Srí Lanka szigetén él. A faj örökzöld és lombhullató erdőkben, mocsaras területeken és folyók mentén, valamint ültetvényeken és bokros területeken is megtalálható. Úgy tűnik, hogy Srí Lankán alacsonyabb tengerszint feletti magasságban is száraz erdőkben él. Települések közelében vagy intenzíven művelt területeken a fajt ritkán látni. A hegyekben 2133 méter magasságig bizonyított az előfordulása.

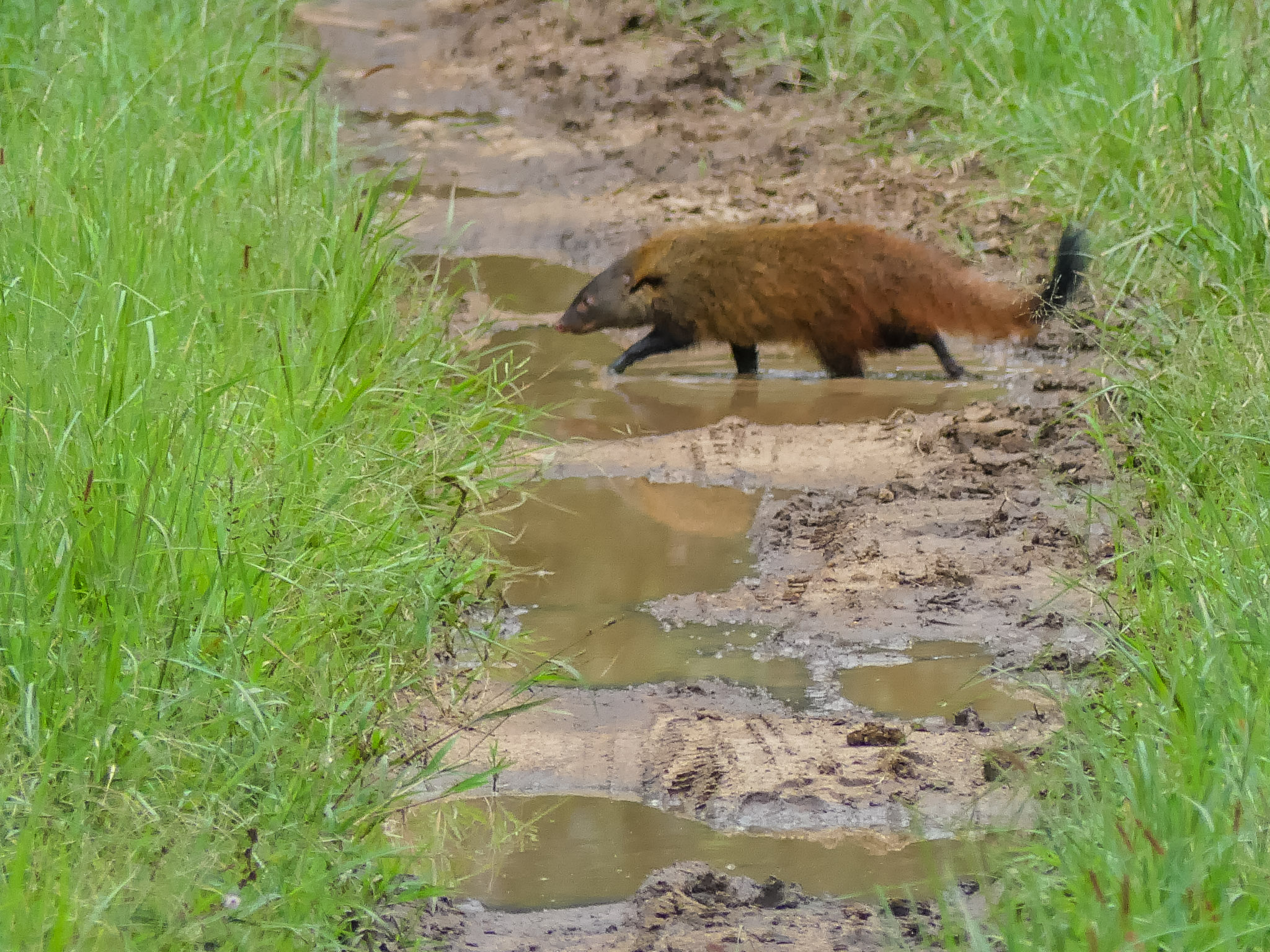
A faj olykor vizek közelében vadászik

A csíkosnyakú mongúz meglehetősen korlátozott előfordulási területén még mindig elterjedt, és valószínűleg nagyobb populációja is létezik. Különféle védett területeken is előfordul. Indiában a tartomány északi részein kevésbé gyakori, mint délen. A faj Keralában, a Nilgiri- és Palani-fennsíkon, valamint a Meghamalai és Annamalai-hegységekben a leggyakoribb. Srí Lankán még mindig meglehetősen gyakorinak tűnik a hegyes és dombos vidékeken. Nem ritka délen a Menik Ganga folyó környékén (Moneragala körzet) és a Kalutara körzetben sem. A populáció létszáma azonban különösen Srí Lankán csökkenni látszik. Amellett, hogy közvetlenül prém- és hústermelés céljából vadásznak rá, a csíkosnyakú mongúzt mindenekelőtt élőhelyének elpusztítása fenyegeti.

## Életmódja
A csíkosnyakú mongúz életmódja és ökológiája kevéssé ismert. Úgy tűnik, hogy az állatok túlnyomórészt nappali életmódúak és magányosan élnek, néha azonban párban jelennek meg. Különféle kisemlősökkel, madarakkal, tojásokkal, hüllőkkel, rovarokkal és növényi eredetű táplálékkal, például gyökerekkel táplálkoznak. A rákok, békák és halak is részei lehetnek az étrendjének, mivel a mongúzokat gyakran látják vizek közelében vadászni. A csíkosnyakú mongúzok nagyobb elhullott állatokból is táplálkoznak, és megfigyelték, hogy számbárszarvast esznek. A szaporodása szintén kevésbé ismert, egy alom valószínűleg két-három kölyökből áll, amelyek kezdetben valószínűleg búvóhelyeken, például a sziklák hasadékaiban vannak elrejtve. Feljegyeztek egy fogságban élő példányt, amely közel 13 évig élt.

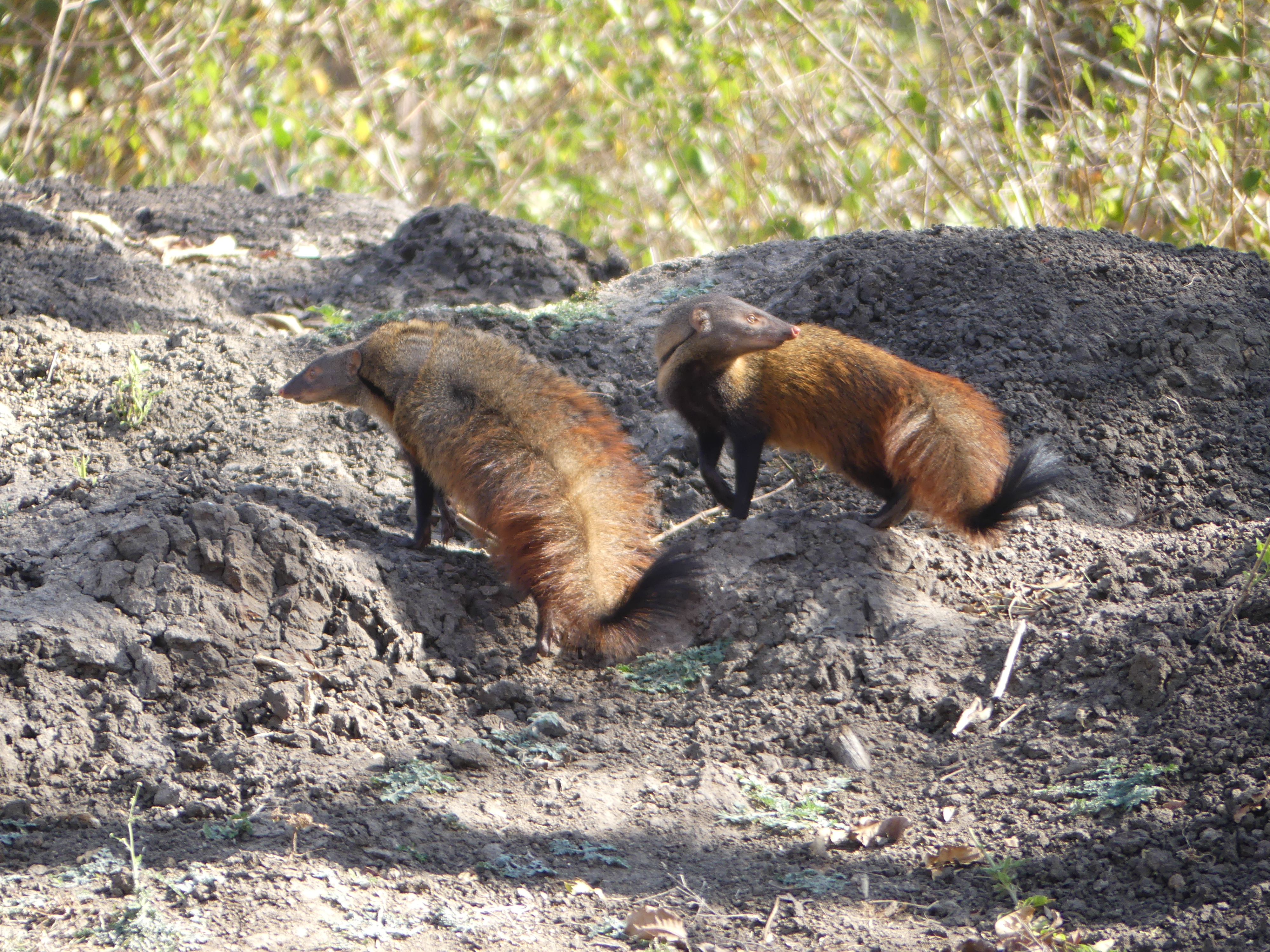
A csíkosnyakú mongúzok időnként párban jelennek meg
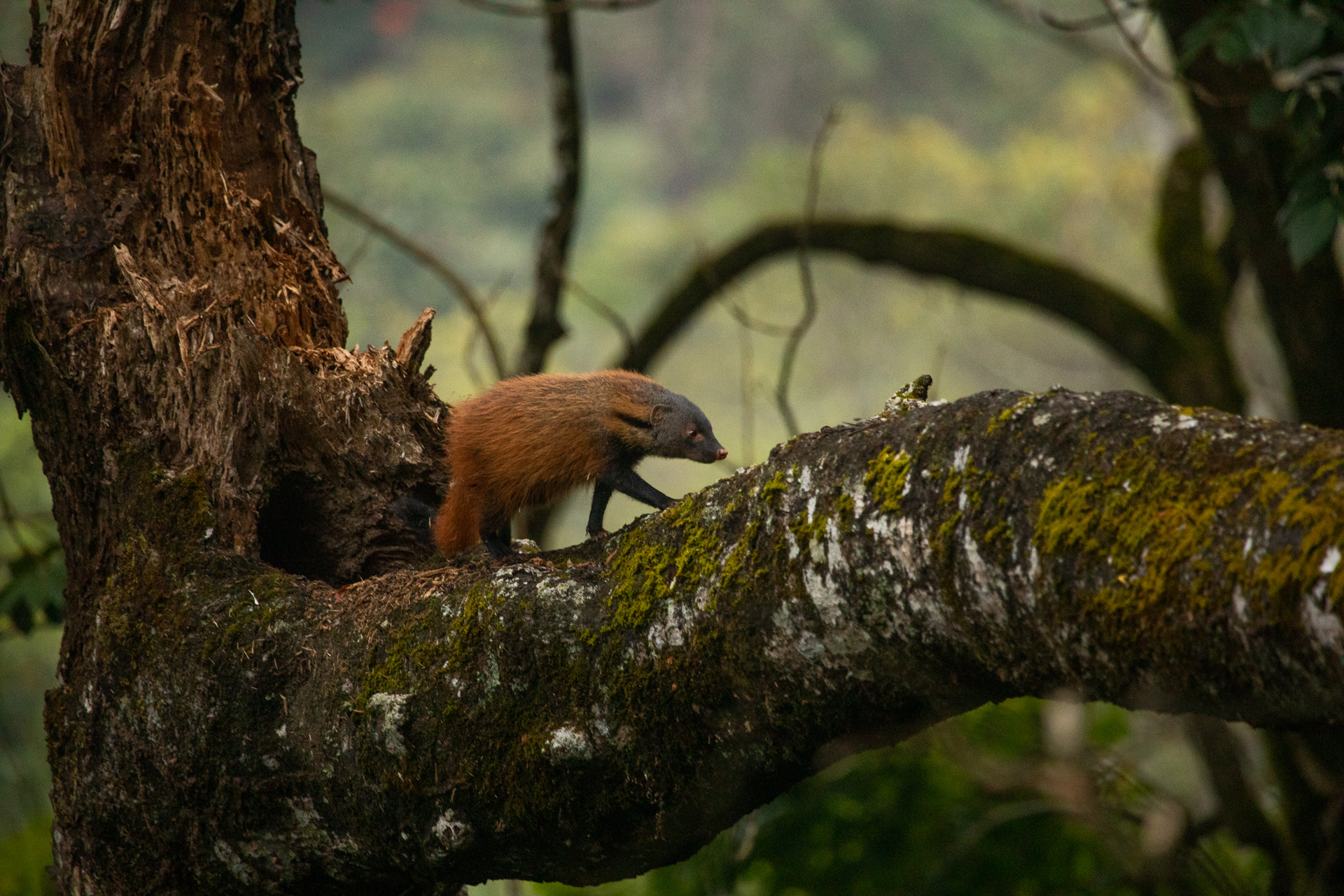
Csíkosnyakú mongúz a fán

## Természetvédelmi helyzete
A csíkosnyakú mongúzpopulációt komoly veszélyek nem fenyegetik. A helyiek húsáért (több törzs is fogyasztja) és prémjéért (borotvakefék és ecsetek készítésére használják). A vadászkutyák is rendszeresen megölik, illetve a helyiek a baromfik elejtése miatt. Az a rendszeresség és könnyedség, amellyel a faj különböző területeken, emberi települések közepette vagy azok közelében található, arra utal, hogy ez a fajta vadászat nem fenyegeti a fajt. Élőhelyének elvesztése potenciális fenyegetést jelenthet, azonban jelenleg nem valószínű, hogy jelentős csökkenést okozna. A populáció létszáma feltehetően meredeken csökkent a Nyugati-Ghátok erdőirtásának fő szakaszában (sok évtizeddel ezelőtt), de az irtások aránya mára alacsony, és a faj gyakran nemcsak leromlott és töredezett erdőkben, hanem erdőtöredékekkel tarkított, nem erdei élőhelyeken is megtalálható. Elterjedtsége és valószínű nagyobb populációi miatt a Természetvédelmi Világszövetség (IUCN) a nem fenyegetett kategóriába sorolja.

## Alfajai
A csíkosnyakú mongúznak az alábbi 2 alfaját ismerik el:
- Urva vitticolla vitticolla (Bennett, 1835) - Délnyugat-India és Srí Lanka
- Urva vitticolla inornata (Pocock, 1941) - Nyugat-India (Karnátaka)

## Fordítás
Ez a szócikk részben vagy egészben  a   Halsstreifenmanguste című német Wikipédia-szócikk ezen változatának fordításán alapul.  Az eredeti cikk szerkesztőit annak laptörténete sorolja fel. Ez a jelzés csupán a megfogalmazás eredetét és a szerzői jogokat jelzi, nem szolgál a cikkben szereplő információk forrásmegjelöléseként.